# Karel Pravoslav Sádlo
Karel Pravoslav Sádlo, né le 5 septembre 1898 à Prague, Bohême et mort le 24 août 1971 à Prague, Tchécoslovaquie, a été un violoncelliste tchèque et pédagogue de violoncelle réputé.
Entre 1930-1960, il a eu pour élèves la plupart des violoncellistes tchèques, parmi lesquels de nombreux solistes et musicians de chambre comme Miloš Sádlo, Josef Chuchro, František Smetana, František Sláma, Antonín Kohout, etc.
Il a été professeur au Conservatoire, doyen à la Faculté de Musique de l´Académie tchèque des arts musicaux à Prague et président du Printemps de Prague. Parmi ses amis on trouve Pierre Fournier et Maurice Maréchal.
Son traité du violoncelle (Technické studie, 1925) et son édition musicale (Edition Sádlo, 1928) ont considérablement influencés le développement de la musique tchèque au XXe siècle.

## Sources textuelles
- (cs) (cs) Československý hudební slovník osob a institucí (Dictionnaire tchécoslovaque des musiciens et institutions musicales), vol. 2, Praha (Prague), SHV (Éditions musicales d´État), 1965

- (cs) (cs) Karel Pravoslav Sádlo, Technické studie, Praha (Prague), 1925